# جورج بوكوي
جورج بوكوي (مواليد 14 يوليو 1989) هو حارس مرمى كاميروني محترف، يلعب لصالح نادي القطن في دوري الكاميرون الوطني. لم يظهر في أي مباراة رسمية بعد، إلا أنه كان ضمن قائمة منتخب بلاده الفائز ببطولة كأس الأمم الأفريقية لكرة القدم 2017 في الغابون.

## الألقاب[3]

### الأندية
- القطن

الدوري الكاميروني الممتاز: 2014, 2015

### المنتخبات
- الكاميرون

كأس الأمم الأفريقية لكرة القدم: 2017

## روابط خارجية
- جورج بوكوي على موقع الاتحاد الدولي (مؤرشف)  (الإنجليزية)
- جورج بوكوي على موقع قاعدة بيانات كرة القدم.إي يو (الإنجليزية)
- جورج بوكوي على موقع Soccerway.com (الإنجليزية)